# Garrison (Iowa)
Pour les articles homonymes, voir Garrison.
Garrison est une ville du comté de Benton, en Iowa, aux États-Unis. Elle est incorporée en 1883. La ville est nommée en l'honneur de William Lloyd Garrison. 

## Source de la traduction
- (en) Cet article est partiellement ou en totalité issu de l’article de Wikipédia en anglais intitulé « Garrison, Iowa » (voir la liste des auteurs).